# امراتالور
امراتالور (به انگلیسی: Amruthalur) یک منطقهٔ مسکونی در هند است که در آندرا پرادش واقع شده‌است.